# Esperança Bru Oller
Esperança Bru Oller (Girona, 24 d'octubre de 1888 - Girona, 27 d'octubre de 1972) va ser una activista cultural que va promoure l'accés de les dones a l'educació, a través de múltiples iniciatives.
Va ser cofundadora, junt amb altres representants de la burgesia gironina, de la Biblioteca Popular de la Dona de Girona i de la Casa de Família per a noies estudiants. També va participar en les iniciatives culturals que el nucli d'intel·lectuals de principi de segle va protagonitzar a redós del moviment noucentista.
Va ser esposa de l'arquitecte Rafael Masó Valentí.

## Biografia
Esperança Bru va néixer el 24 d'octubre de 1888 a Girona. Va ser la filla única de Camil Bru Carrera, gran propietari de Domeny, Sant Gregori, i de Dolors Oller Sarrà, originària de Castellterçol i cosina d'Enric Prat de la Riba. Esperança va passar la seva infantesa i adolescència entre el Mas Bru de Domeny i el pis de la família a la ciutat. Quan tenia disset anys va perdre la seva mare, època que va coincidir amb l'inici del seu festeig amb qui seria el seu espòs, l'arquitecte Rafael Masó Valentí.
La relació sentimental d'Esperança i Rafael no va ser de grat del seu pare, Camil Bru, fet que va derivar en un llarg i dificultós festeig que va culminar en casament el 23 de gener de 1912.
Al costat de Rafael Masó, Esperança es va convertir en la companya ideal, participant de les iniciatives que aquest va emprendre per desvetllar la ciutat de Girona a la modernitat de la proposta noucentista, que aleshores s'estava forjant. El nucli més significatiu d'aquest activisme cultural, però no l'únic, va ser la societat gironina Athenea, creada per un grup de socis per presentar i difondre a Girona la cultura i els artistes del noucentisme, a través de concerts, conferències, exposicions i altres activitats.
Esperança seguia i participava d'aquestes activitats, i al mateix temps era l'amfitriona dels artistes i intel·lectuals que es trobaven a casa de la parella, amb motiu dels actes programats. Casa seva va esdevenir un model de llar noucentista, glossat pels amics de la família, com el jove Josep Carner, on concorrien els debats i les vivències que es materialitzaven en multitud d'iniciatives com els jocs Florals, les activitats de la societat Athenea i d'altres que seguien el pols cultural i polític de la ciutat. Per la casa passaren els màxims representants de l'avantguarda cultural d'aquells anys, molts d'ells amics de la parella. Estem parlant de Miquel Ferrà, Jaume Bofill i Matas, Josep M. López Picó, Alexandre de Riquer i Prudenci Bertrana, entre d'altres.
Paral·lelament Esperança va iniciar una decidida activitat de promoció de l'educació femenina, inspirada en l'obra que coetàniament estava duent a terme Francesca Bonnemaison a Barcelona. Bonnemaison, fundadora de l'Institut de Cultura i Biblioteca Popular de la Dona participava del cercle intel·lectuals noucentistes i aviat va lligar amistat amb Esperança, fruit de la relació existent amb Rafael Masó Valentí, fet que va inspirar l'obra gironina liderada per Esperança Bru.

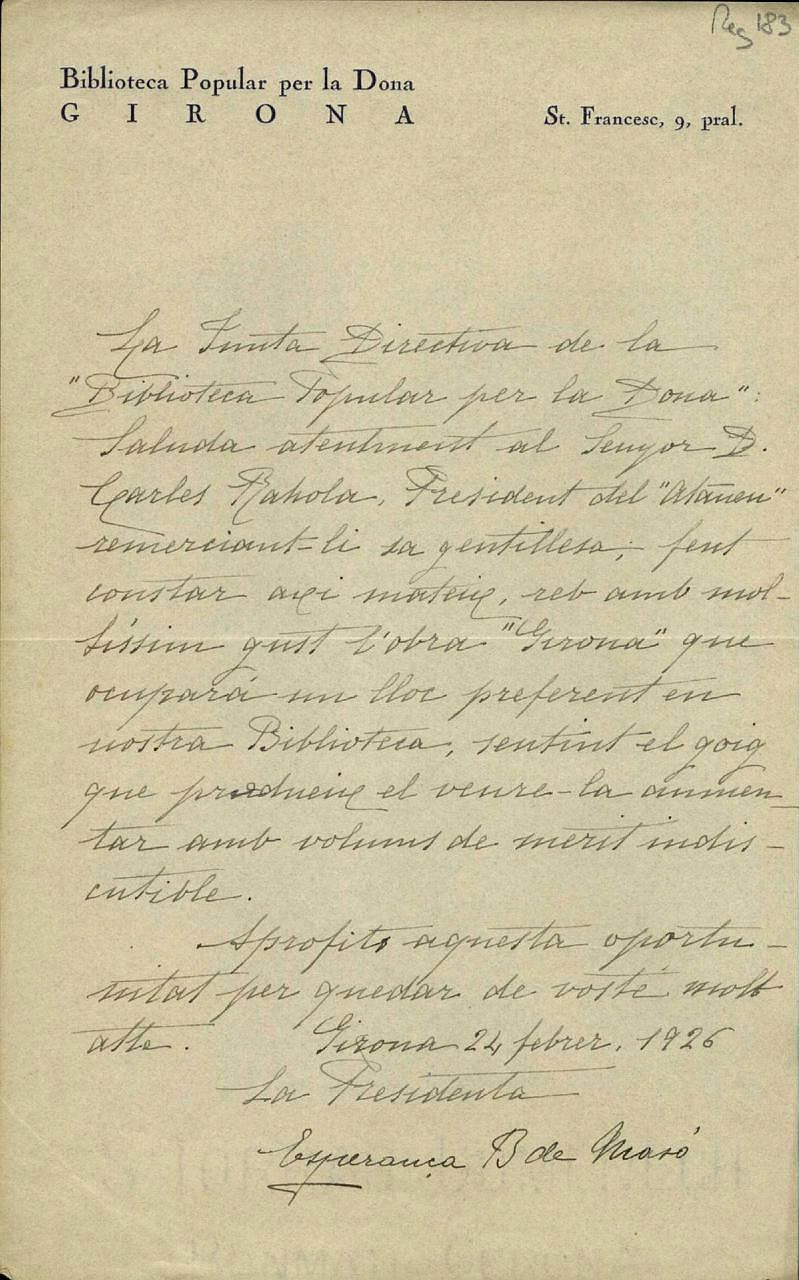
Carta d'Esperança Bru, directora de la Biblioteca Popular de la Dona, a Carles Rahola. 1926.

A finals de 1918 Esperança Bru i un grup de gironines representants de la burgesia local varen fundar el que batejaren com Biblioteca Popular de la Dona. La seva primera seu va ser una sala de l'escola de les Dominiques del carrer del Nord de Girona. Ben aviat l'espai es va fer petit i després de diferents locals, varen culminar la seva implantació a la ciutat en la flamant seu que la Caixa de Pensions va inaugurar al costat del Pont de Pedra, el juny de 1923.
Des de la nova seu de la biblioteca varen desplegar un ventall d'activitats com conferències, exposicions i cursos adreçats a les gironines, per respondre tan als seus interessos en matèria de cultura general i idiomes com els de caràcter professionalitzador, encarats a facilitar l'accés femení al món del treball qualificat. La presidenta de la biblioteca Popular de la Dona de Girona, va ser durant aquells anys Esperança Bru.
Aviat l'oferta cultural es va completar amb la fundació de la institució Casa de Família, vinculada a la Biblioteca Popular de la Dona en conveni amb la Caixa de Pensions i l'obra social de l'Institut de la Dona que Treballa, que aquella entitat d'estalvi estava creant a nivell català.
Mentrestant Esperança Bru compaginava la seva tasca a la Biblioteca amb el suport a les activitats culturals de Rafael Masó, i el naixement dels seus set fills: Rosa, Francesc, Jordi, Rafael, Montserrat, Josep i Esperança.
El 1935 Rafael Masó va morir sobtadament i Esperança va quedar vídua amb els fills molt petits. Passats els primers mesos va assumir amb serenitat i pietat religiosa la desgràcia, i va seguir dedicada a l‘obra de la biblioteca fins l'esclat de la guerra, quan els disturbis al carrer i la confiscació de la institució van fer inviable la continuïtat.

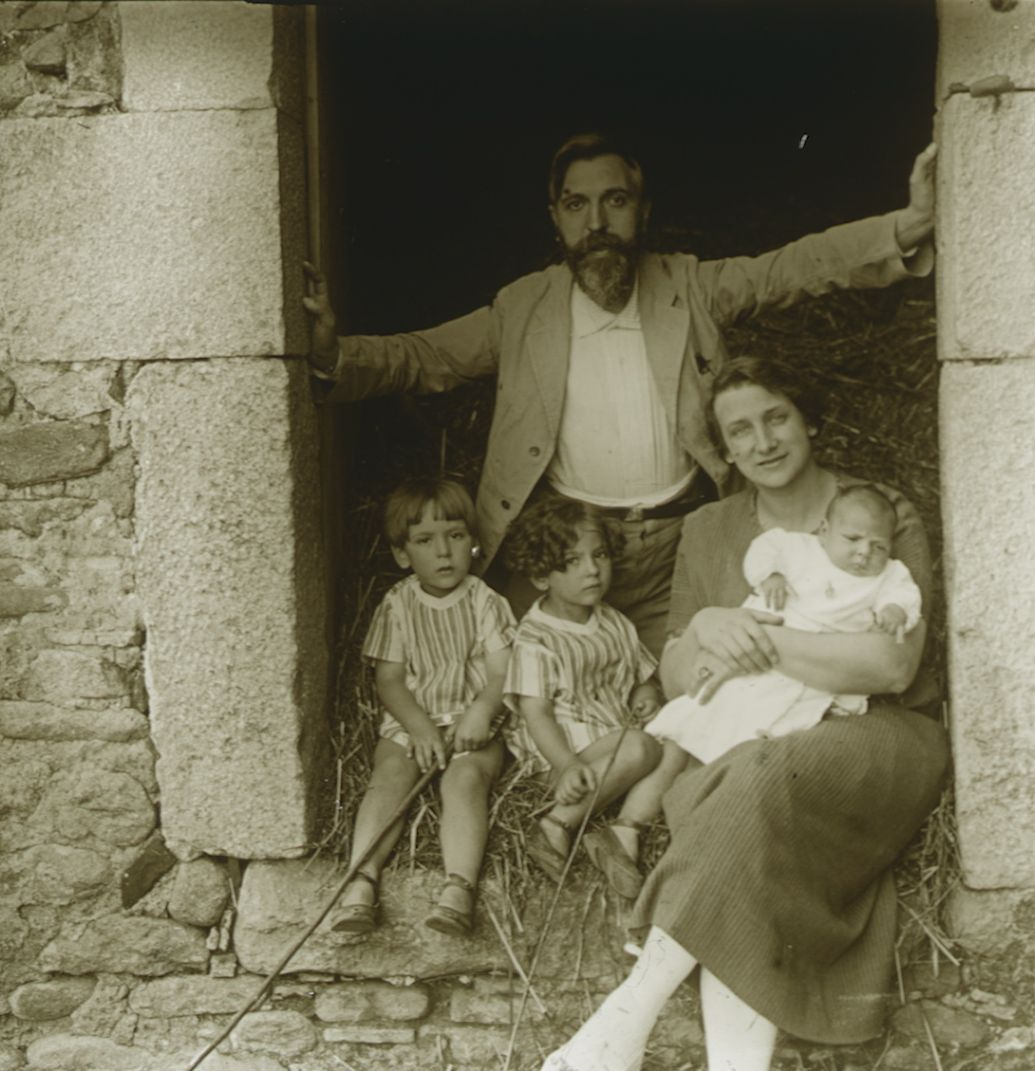
Esperança Bru amb Rafael Masó i tres dels seus fills al Mas Bru de Domeny. 1925

El temps de guerra va ser especialment dur per una vídua totalment desproveïda de cap previsió social. Sense pensió de viduïtat, amb el mas ocupat pels treballadors, i sense mitjà de vida, la família va sobreviure amb estalvis, ajuts puntuals d'amics i una activa indústria casolana de bosses i nines de roba on hi participava tota la família.
Passada la guerra, Esperança va esdevenir una vídua serena cada vegada més abocada a les obres de caritat i a la religió, fet que es materialitzà en el suport al moviment escolta que ressorgí a la ciutat, que va comptar amb el seu aixopluc i amb l'ajut constant a l'obra del Seminari de Girona. També va continuar, en la mesura del possible, el suport a la vida cultural gironina, escenificat en la participació en la fundació de la llibreria les Voltes.
La seva vellesa va ser plàcida, envoltada de fills i nets a la casa pairal, on va morir als 84 anys el dia 28 d'octubre de 1972, vigília de Sant Narcís, festa major de Girona.